# Teatro Fossati
Il Teatro Fossati, dal 1986 noto come Piccolo Teatro Studio e dal 2013 come Teatro Studio Melato, è una struttura teatrale storica di Milano situata tra corso Garibaldi e via Rivoli, accanto al Teatro Studio Strehler.

## Storia

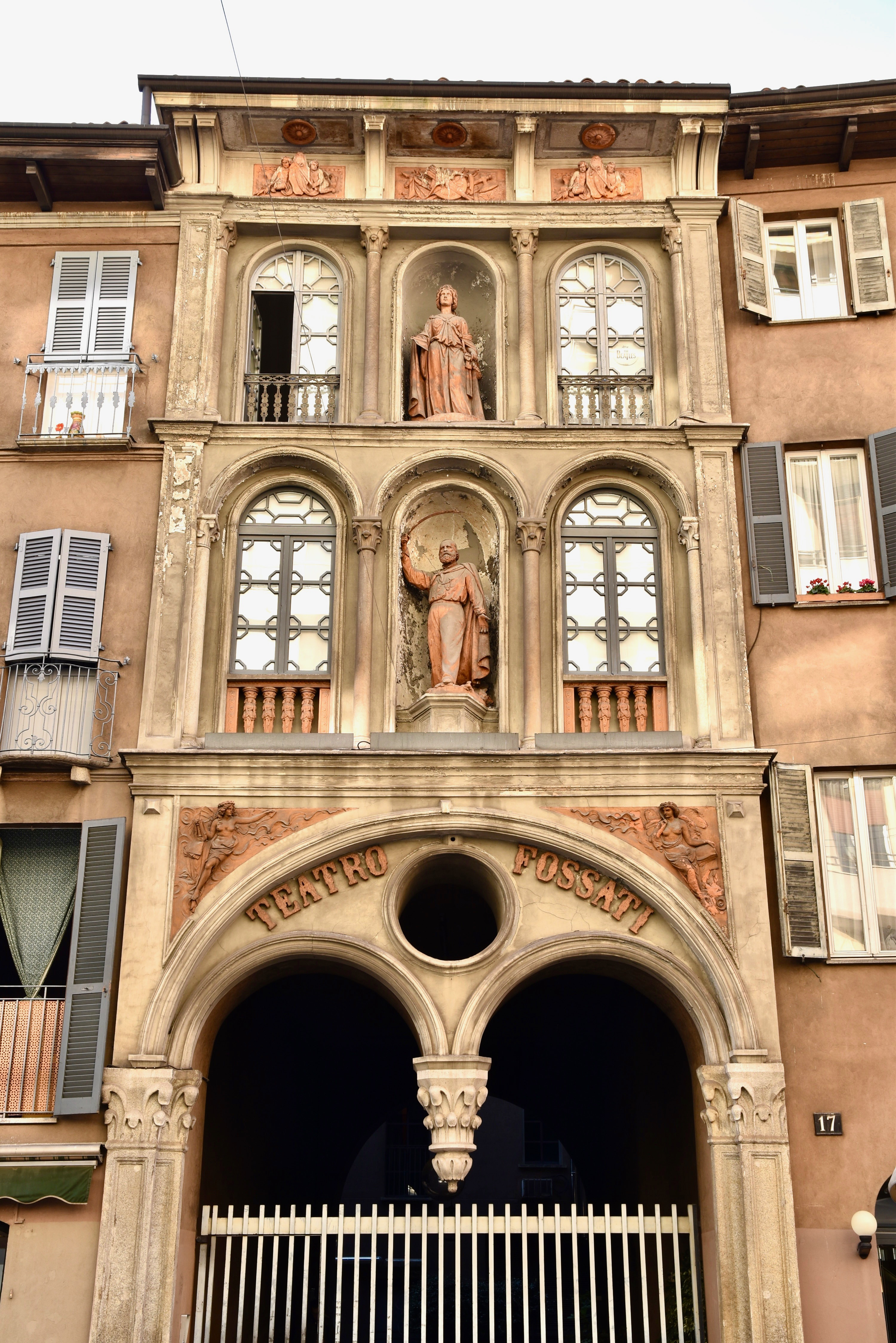
Dettaglio della facciata su Corso Garibaldi con la statua di Giuseppe Garibaldi

Il Teatro Fossati venne fondato dall'imprenditore Carlo Fossati e progettato dall'architetto Fermo Zuccari. La prima si tenne il 25 aprile 1859, quando ancora l'ingresso si affacciava su via Rivoli. Il teatro divenne uno dei più attivi del panorama milanese e proponeva spettacoli diurni. Nel 1881 fu il primo teatro in Italia a sperimentare la luce elettrica.
Accolse ospiti di rilievo, tra i quali Franz Kafka nel 1912. Le ultime locandine risalgono al 1925. Negli anni successivi fu adibito a cinema e successivamente chiuso. Dopo una fase di crescente degrado, fu recuperato nel 1979 da Giorgio Strehler che lo inserì nel più ampio sistema teatrale costituito col Piccolo Teatro. Finanziando un restauro curato da Marco Zanuso per un costo complessivo di 10 miliardi di lire e durato quattro anni, dal 1982 al 1986, il Fossati ne uscì restaurato e divenne il "Teatro Studio".
Svuotato all'interno, è diventato un laboratorio sperimentale destinato alla recitazione. È intitolato a Mariangela Melato dalla scomparsa dell'attrice nel 2013.

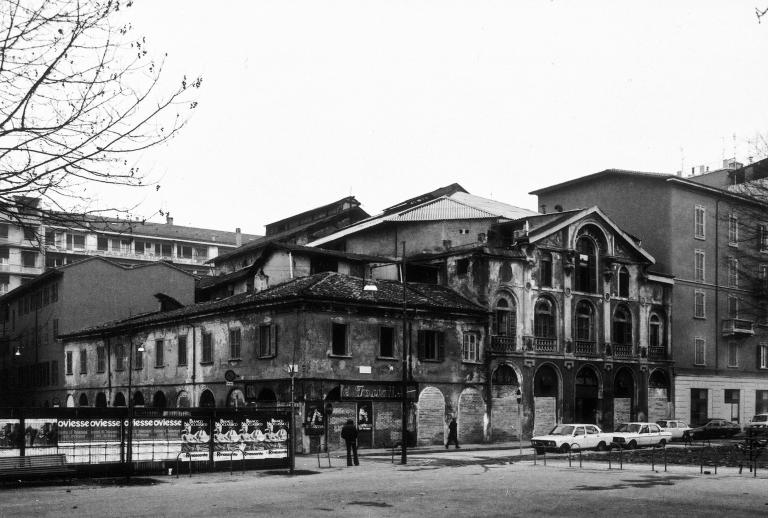
Il teatro visto da via Rivoli fotografata prima della ristrutturazione del 1979

## Descrizione
Il teatro ha due facciate, una verso via Rivoli, l'altra, su Corso Garibaldi, ornata da decorazioni in cotto di Andrea Boni, fra le quali una statua di Giuseppe Garibaldi.
Dopo la ristrutturazione l'interno si presenta vuoto, ad eccezione di alcune postazioni per sedersi.